# Richard Remer
Pour les articles homonymes, voir Remer.
Richard Frederick Remer (né le 21 juin 1883 à Brooklyn et décédé le 18 juillet 1973 à Fort Lauderdale) est un athlète américain spécialiste du 3 kilomètres marche. Membre de la American Walkers' Association, il mesurait 1,78 m pour 68 kg.

## Biographie

### Palmarès
| Date | Compétition           | Lieu   | Résultat | Performance   |
| ---- | --------------------- | ------ | -------- | ------------- |
| 1920 | Jeux olympiques d'été | Anvers | 3e       | 13 min 23 s 6 |

### Records
| Épreuve             | Performance   | Lieu | Date |
| ------------------- | ------------- | ---- | ---- |
| 3 kilomètres marche | 13 min 22 s 2 |      | 1920 |